# C12H10N2O4
化学式C12H10N2O4（摩尔质量：246.22 g/mol）可以指：
- 硝呋吡醇（瑞典语：Nifurpirinol），CAS号：13411-16-0
- 1,5-二硝基-2,6-二甲基萘，CAS号：16275-25-5
- 2-氰基-3-(4-硝基苯基)丙烯酸乙酯，CAS号：2286-33-1
- 对甲氧基亚苄基巴比妥酸，CAS号：49546-71-6

|  | 这个同类索引页列出了具有相同分子式的化学物（即同分異構體）条目。 除非您是有意链接至本页，否则应将相应条目的内部链接指向正确的条目。 |